# 長万部バイパス
長万部バイパス（おしゃまんべバイパス）は、北海道山越郡長万部町にある国道5号のバイパス道路（国道230号との重用区間）。八雲町と同様に、市街中心部を通っていた旧国道は交通量の増加や車両の大型化に伴い交通渋滞や騒音などの問題が発生していた。そこで、円滑な交通の確保と生活環境の改善、沿道の土地利用を誘導するためにバイパス道路を整備した。

## 路線データ
- 起点：北海道山越郡長万部町字平里[2]
- 終点：北海道山越郡長万部町字栄原[2]
- 幅員：22.0 m[2]
- 構造規格：4種1級[2]
- 車線数：2車線[2]
- 事業主体：北海道開発局[2]

## 歴史
- 1989年（平成元年）：工事着手[3]。
- 1996年（平成8年）：供用開始[4]。
- 2000年（平成12年）：全線開通[3]。

## 道路施設
- 曙橋 (4.00 m)[5]
- 長万部大橋 (138.20 m)[5]
- 旭浜橋 (104.00 m)[5]

## 地理
バイパス道路は内浦湾（噴火湾）沿いを通っており、沿道には長万部町立病院、長万部町消防本部、長万部町役場、長万部町立長万部小学校が立地している。また、バイパスによく見られるロードサイド店舗の出店は長万部バイパスでは見られない。。

## 交差する道路
- 長万部町道本通線（本町通）[1]
- 北海道道1141号長万部公園線（中央通）[1]
- 長万部町道大町1号線（駅前通）[1]
- 長万部町道本通線（本町通）、国道37号・国道230号（旭浜通）[1]

## 参考資料
- “一般国道5号 長万部バイパス 事後評価結果準備書説明資料” (PDF).  北海道開発局. 2017年3月30日閲覧。